# Efferia davisi
Efferia davisi är en tvåvingeart som beskrevs av Wilcox 1966. Efferia davisi ingår i släktet Efferia och familjen rovflugor. Inga underarter finns listade i Catalogue of Life.